# 윤희진
윤희진(1992년 ~)은 대한민국의 정당인이다. 2021년부터 2022년까지 윤석열 대통령 후보 선거대책위원회 종합지원총괄본부장 청년보좌역을 맡았으며, 현재 권성동 국회의원 선임비서관을 맡고 있다.

## 방송
- 나는 국대다 (2021) - Top16